# Safari Aitana
Safari Aitana és un zoològic situat entre Penàguila, Alcoleja i Sella, reconegut com a centre d'acolliment oficial per l'organisme CITES (Alacant) des de 1975.
El safari es troba a la Serra d'Aitana, d'ací el seu nom, on Juan Sevila i Maria van Soldt van voler establir un parc per tal de dedicar les seues vides als animals. Així, el van inaugurar el 1975.
El safari compta amb espècies dels cinc continents que es troben al seu hàbitat o en semillibertat, els quals poden ser vistos des del cotxe. Actualment, el fill dels fundadors és qui dirigeix el parc.
El parc no és membre d'EAZA ni AIZA.